# 土谷和夫
土谷 和夫（つちや かずお、1942年4月3日 - 没年不明）は、日本の陸上競技（長距離走）選手。実業団を経て日本大学に入学し、1960年代にトラック競技やロードレースで活躍。のちにプロ野球のトレーニングコーチを務めた。

## 経歴
宮崎県出身。宮崎商業高校から八幡製鉄に所属し、1962年・1963年には全日本実業団駅伝に出場し区間賞を獲得している。日本大学に入学。
1964年4月に毎日マラソン（日本選手権大会・1964年東京オリンピック代表選考会を兼ね、オリンピックのマラソンコースで行われた）に出場、4位入賞。2位の円谷幸吉はマラソンを始めたばかりであり、4位の土谷がマラソン代表に選出される可能性もあったが、最終的には着順通り3人が代表選手に選ばれた。同年5月に日本学生陸上競技対校選手権大会5000m走・10000走で優勝。7月には日本陸上競技選手権大会男子10000m走で優勝。8月の五輪候補記録会10000m走で日本学生記録を残した（29分23秒2）。10000m走の代表に選出されたが、円谷に急遽エントリーが変更されたという（円谷幸吉参照）。このため、土谷は1964年東京オリンピックの日本代表に名を連ねているが、大会には出場していない。土谷は晩年まで東京オリンピックへの思いを口にしていたという。
1965年には箱根駅伝2区に出場し区間賞。1966年には箱根駅伝10区を走り区間賞。1966年には日本学生対校選手権・日本陸上競技選手権大会の双方で5000m走・10000走の2種目優勝を遂げた。1966年には実業団・学生対抗陸上競技大会で10000m走の日本学生記録を更新した（29分05秒2）。また、1966年にはアジア競技大会（バンコク）に出場し、5000m走で2位、10000m走で優勝（1966年アジア競技大会における陸上競技）。
1967年・1968年にも箱根駅伝10区を走って区間賞を獲得し、日本大学の2連覇に貢献した。
その後、中央学院大学講師を経てヤクルト陸上競技部監督を歴任後にプロ野球の西武ライオンズやヤクルトスワローズでトレーニングコーチを務めた。西武ライオンズのトレーニングコーチには根本陸夫に招聘されて1981年から就任、長距離と短距離をうまく組み入れたトレーニングを行ったという。